# Paulette Perec
Paulette Perec, née le 3 mars 1938 à Sougères-en-Puisaye (Yonne) et décédée le 5 novembre 2016 à l’hôpital de Chevilly-Larue (Val-de-Marne), est une bibliothécaire et conservatrice en chef à la Bibliothèque nationale de France. Elle a été l’épouse, puis l’amie, de l’écrivain Georges Perec. 

## Biographie
Née à Sougères-en-Puisaye le 3 mars 1938, Paulette Raymonde Pétras est le second enfant de Mathias Petras, né à Čičmany, Slovaquie, le 19 septembre 1908, cultivateur, et de Joséphine Marie Rose Morin, née à Guer, Morbihan, le 19 novembre 1896, employée de maison. Engagé dans un régiment de volontaires étrangers lors de la Seconde Guerre mondiale, son père y contracte la tuberculose, et en meurt en 1947.
Après l’école communale, Paulette Petras est en pension au lycée de Clamecy (Nièvre). Et, quelques années plus tard, lorsque sa mère quitte la Bourgogne pour se placer comme cuisinière dans des familles bourgeoises parisiennes, elle l’accompagne et devient pensionnaire du lycée Victor-Duruy dans le 7e arrondissement. Chaque fin de semaine, elle la rejoint dans sa chambre de bonne.
Son baccalauréat en poche, elle entame des études de lettres à la Sorbonne et, au début de l’année 1960, se lie avec Georges Perec, que lui a présenté son ami Noureddine Mechri quelques années auparavant. Ils emménagent bientôt au 5 rue de Quatrefages et se marient le 22 octobre 1960 à la mairie du 5e arrondissement de Paris ; ainsi Georges Perec pourra accompagner Paulette en Tunisie où elle a obtenu un poste de professeur adjoint de français au collège technique de Sfax pour deux ans. Rentrée en France pour les vacances d’été, elle n’y retournera pas en raison de vives tensions entre la France et la Tunisie.
À son retour, elle gagne sa vie grâce à divers travaux de documentation et reprend ses études, abandonnées plusieurs fois. Sortie diplômée de l’École nationale supérieure des bibliothèques, elle intègre la Bibliothèque nationale de France au début de l’année 1965, et à partir de 1971 travaille à la salle des catalogues. Responsable des affiches et du service public au département des estampes entre 1981 et 1985, elle se rend aux États-Unis grâce à une bourse Fulbright pour y effectuer des recherches à la Library of Congress, ainsi qu’à New York, Chicago et Boston en 1983. En 1986, elle rejoint la bibliothèque de l’Arsenal, où elle gère les entrées. Enfin, en 1991, elle devient responsable des acquisitions en antiquariat pour le Département des imprimés, où elle développe une expertise qui lui permet de remplir le même rôle au Département Philosophie, histoire, sciences de l’homme à partir de 1995, tout en conseillant ses homologues des autres départements thématiques, avant de s’occuper de la coordination des dons et échanges pour tous les départements thématiques, jusqu’à sa retraite en mars 1998.
En 1969, Paulette et Georges Perec se sont séparés, sans toutefois divorcer. Ils restent « des amis très proches », tant et si bien qu’en 1973, ils achètent chacun un appartement dans le même immeuble, au 13 rue Linné. Le divorce, dont le jugement précise que Paulette conservera le nom de Perec, se fait en 1980, mais leurs relations ne s’en trouvent pas modifiées. Le 3 mars 1982, elle est au chevet de Georges Perec lorsqu’il meurt d’un cancer du poumon.
À partir de février 1997, elle partage son temps entre Paris et Arles, où elle a acheté une maison, et participe pleinement aux activités du Collège international des traducteurs littéraires et à la vie culturelle de la ville.

## Au service de la littérature
Associée à La Ligne générale, projet de revue littéraire inabouti mené par Georges Perec et un groupe d’étudiants entre 1959 et 1963, elle fait partie du collectif de la revue Cause Commune, fondée en 1972 par Paul Virilio, Jean Duvignaud et Georges Perec. Elle fait également partie des amis et proches de Perec qui ont contribué à La Disparition en s’essayant à écrire des phrases sans la lettre « e ».
En tant que conservatrice à la Bibliothèque nationale de France, elle organise plusieurs expositions, dont une consacrée à Ernest Renan (Bibliothèque nationale, 4 octobre-1er décembre, 1974), et une autre au roman-feuilleton (Les Mystères du rez-de-chaussée, Bibliothèque nationale, 5 juin-31 juillet 1987). Elle s’emploie à faire valoir l’œuvre de Félix Fénéon dans le cadre du Festival de la nouvelle de Saint-Quentin de 1996, et œuvre, par ailleurs, à la première réédition en 2011 du roman de Charles Monselet, La Franc-Maçonnerie des femmes depuis 1856.
À partir de 1982, elle met ses compétences professionnelles au service de l'Association Georges Perec, hébergée grâce à elle dans les locaux de la bibliothèque de l'Arsenal, et effectue, entre autres, en collaboration avec les ayants droit de l'écrivain, le dépouillement et l'inventaire des documents conservés dans le Fonds Georges Perec. À l’invitation de la Bibliothèque nationale de France, elle dirige en outre le volume Portrait(s) de Georges Perec (2001) pour lequel elle rédige une Chronique de la vie de Georges Perec, 7 mars 1936 – 3 mars 1982 qui fait désormais référence.
On peut la voir et l’entendre dans le téléfilm de Bernard Queysanne, Propos amicaux à propos d’Espèces d’espaces (1999), et la vidéo en ligne de l’Atelier “Écrire la ville”(2008) de François Bon. 

## Une héroïne de roman
Paulette Perec est à l’origine du titre du roman de Georges Perec Les Choses (Julliard, 1965, Prix Renaudot) ; et la description du milieu socio-professionnel dans lequel évoluent les personnages, le récit de leur séjour en Tunisie et jusqu’à leur adresse (rue de Quatrefages) s’appuient sur les expériences du jeune couple Perec au début des années soixante.
C’est toutefois le personnage de Marguerite Winckler, l’épouse du faiseur de puzzles dans La Vie mode d’emploi (Hachette, 1978, Prix Médicis), qui doit à Paulette Perec son physique et certains traits de caractère : « Elle était jolie avec discrétion : un teint pâle parsemé de taches de rousseur, des joues légèrement creuses, des yeux gris bleu. […] Cette femme si précise et si mesurée avait paradoxalement un irrésistible attrait pour le fouillis. […] Tout de suite il se sentit attiré par cette femme douce et rieuse qui posait sur le monde un regard si limpide. »